# Archivio Centrale dei Documenti Antichi di Varsavia

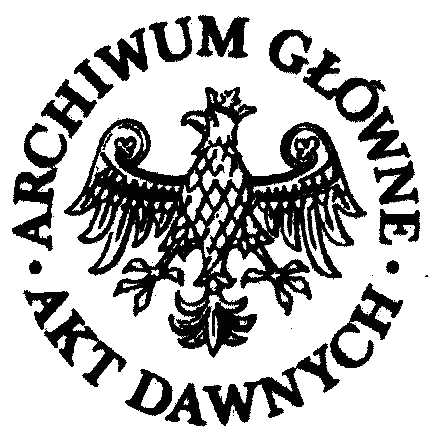
Stemma dell'Archivio

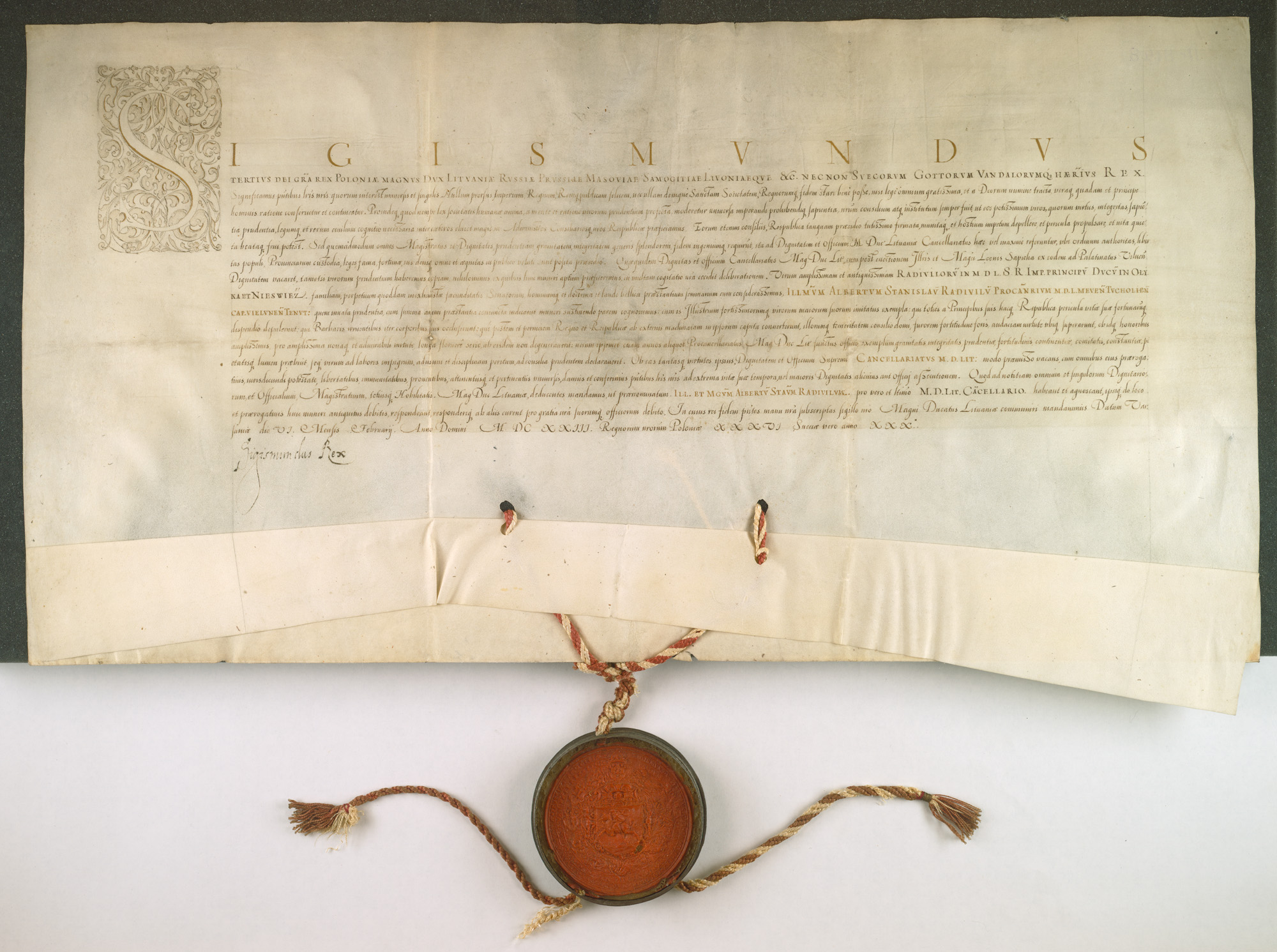
Lettera patente di Sigismondo III Vasa che nomina Albrycht Stanisław Radziwiłł Cancelliere di Lituania

L’Archivio Centrale dei Documenti Antichi di Varsavia (in polacco: Archiwum Główne Akt Dawnych w Warszawie) è uno dei quattro archivi centrali di Stato polacchi, quello che custodisce i documenti precedenti al 1918.

## Storia

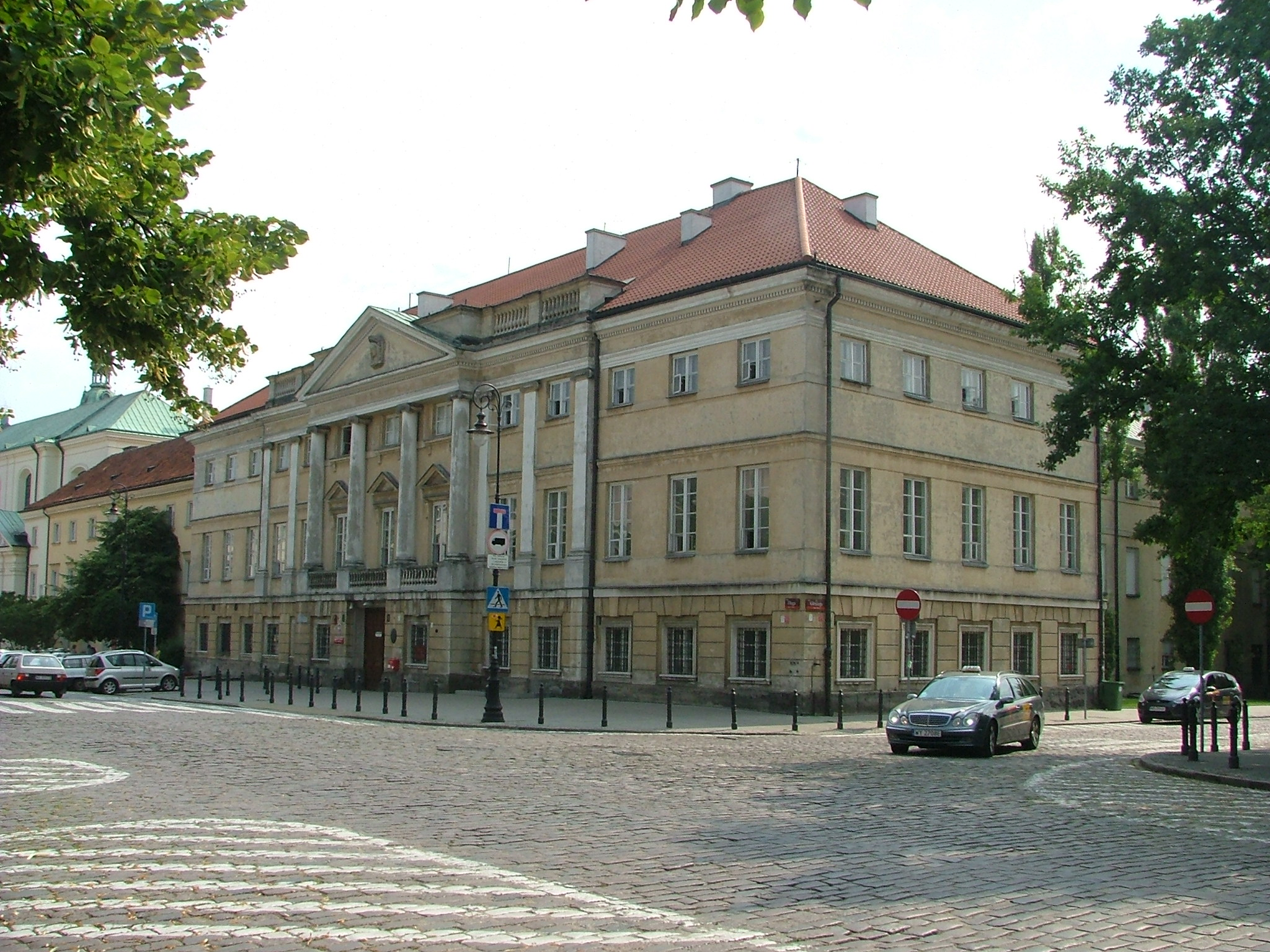
La sede dell'Archivio

L'Archivio fu fondato nel 1808 come Archivio Nazionale Generale (Archiwum Ogólne Krajowe); nel 1816 divenne Archivio Centrale del Regno di Polonia (Archiwum Główne Królestwa Polskiego) e nel 1889 fu ribattezzato Archivio Centrale di Varsavia dei Documenti Antichi del Regno di Polonia (Warszawskie Archiwum Główne Akt Dawnych Królestwa Polskiego), per prendere il nome attuale nel 1918.
Una buona parte dell'archivio è stata distrutta durante la Seconda Guerra Mondiale nel 1939 e nel 1944.

## Sede
L'attuale sede dell'Archivio è nel palazzo Raczyński di Varsavia.

## Patrimonio
L'Archivio conserva documenti che vanno dal XII secolo alla prima guerra mondiale: documenti di autorità polacche ed estere, di uffici ed istituzioni centrali e provinciali, e anche gli archivi di famiglie e persone di particolare importanza, relativi ai territori appartenuti alla Rzeczypospolita (Corona e Lituania), alla Prussia meridionale e alla Nuova Prussia orientale, al Ducato di Varsavia, alla Polonia del Congresso e alla Galizia e Lodomiria.